# Balaweling II
Balaweling II is een bestuurslaag in het regentschap Flores Timur van de provincie Oost-Nusa Tenggara, Indonesië. Balaweling II telt 707 inwoners (volkstelling 2010).